# Jydepotte
En jydepotte eller sortpotte (på tysk Jütepott, Suurpott, Taternpott eller Taterntopf) er en lerkrukke til madlavning, som ved brænding bliver sort, og som gennem flere århundreder frem til slutningen af 1800-tallet blev fremstillet i Jylland og Slesvig-Holsten.

## Fremstilling
Jydepotter blev enten fremstillet af den sorte kulholdige glimmerler eller af blåler, dvs. uforvitret moræneler, som blev blandet med en tredjedel fint sand. Efter potten var formet, blev den dyppet i lerslam og glittet, for at få en glat overflade. Nu blev potterne først kraftigt gennemrøget, så leret blev fyldt med sod, og herefter blev de brændt, i en mile sammen med brænde, og dækket med græstørv, så der ikke opstod åben ild. Potterne brugtes til madlavning, enten på åbent ildsted eller på et brændefyret komfur, samt til opbevaring af mad.
Hvis en pige ikke har lært som barn at gøre potter, kommer hun aldrig rigtig til det.
Leret gravedes om efteråret og lagdes typisk på gårdspladsen, hvor vinterens frost fik det til at smuldre og mørne, så det var nemmere at arbejde med. Om foråret og henover sommeren foregik selve fremstillingen af potterne, som var kvindearbejde. Leret æltedes med sand til passende konsistens, og derefter formedes emnet, uden brug af drejeskive, men blot på et bræt, kaldet en "grydefjæl", liggende hen over knæene, med hænderne og en rund og glat sten. Først formedes overdelen og kanten, og den halvfærdige potte stilledes til tørre, indtil den kunne holde formen, hvorefter underdelen blev formet med stenen. Efter yderligere tørring blev hanke, to ører og tre tæer tilføjet, samt med en krum kniv eventuelle dekorationer. Efter at lertøjet var tørret så tilpas, at det kunne stables, med bunden i vejret, blev det brændt, i et gravet hul i jorden, hvor lertøjet blev pakket ind i hedetørv, som blev antændt og brændte, helst uden flammer, i nogle timer.:24 
Det gammeldags udseende og ligheden med tidligere tiders keramik tiltrak i 1800-tallet forskeres opmærksomhed, fx. den tyske arkæolog Johanna Mestorf, som på slesvig-holstenske gårde, hvor jydepotter stadig brugtes, indsamlede potterne, hvoraf visse havde været i brug i århundreder, til sit museum. I 1886 berettede Mestorf om en fru Lühmann fra Hindorf i det vestlige Holsten, som forsynede naboer og venner med 'sortpotter', som hun gravede op på en nærliggende kirkegård, hvor de var brugt som urner.

## Historie
Man har tidligere ment, at fremstilling af jydepotter var husflidsarbejde, som hver husholdning fremstillede til eget brug, men nyere undersøgelser tyder på, man allerede i jernalderen fremstillede sådant lertøj på særlige værksteder, hvorfra det blev solgt.:23  Fra arkæolog Frederik Sehesteds undersøgelser vides det, at der i løbet af 1700-tallet voksede en egentlig jydepotte-industri frem i tre jyske egne, hvor hele familier levede af fremstilling og salg af jydepotter, nemlig Vorup nær Randers, omkring Varde og ved Gammelstrup nær Viborg.:24-25  Andre kilder nævner desuden Vendsyssel og Østhimmerland som egne med jydepotteproduktion.:172  Sehested sendte omkring 1880, hvor fremstilling af jydepotter var på retur, spørgeskemaer ud til 80 sognepræster i det centrale Jylland, og svarene viste, der stadig foregik fremstilling af jydepotter i 24 sogne, mens den for nylig var ophørt i 12 sogne.:16-17  Skemaet angiver Sehesteds kvalificerede skøn over det involverede antal familier samt deres samlede årlige produktion af jydepotter, for tre udvalgte år.:18 
| År   | Antal familier | Antal potter |
| ---- | -------------- | ------------ |
| 1787 | 226            | 678.000      |
| 1840 | 516            | 1.032.000    |
| 1879 | 80             | 160.000      |

De fleste jydepotter blev solgt rundt om i Danmark, men mange af potterne blev fragtet sydpå og solgt i Hamborg og Lübeck, visse endda i Riga,:185 Dresden eller så langt borte som Wien.

### Varde
På egnen mellem Varde, Vejrup og Vorbasse i Midtjylland findes en del forekomster af smeltevandsler, som her dannede grundlag for en større produktion af jydepotter, som især blev solgt på marked i Grindsted. 

### Gammelstrup
Smeltevandsler findes også nær Gammelstrup, vest for Viborg, som i mere end hundrede år, fra engang i 1700-tallet til slutningen af 1800-tallet, var hjemsted for en omfattende produktion af jydepotter, som udover potter, gryder og kar bl.a. også omfattede æbleskivepander, mælkekander, tragte, dørslag, lysestager, stegefade, kageforme, kaffekander, legetøj, blomsterpotter, ølkrus, og beholdere til brændevinsfremstilling. Varer fra Gammelstrup blev solgt over hele Jylland, i København og i Norge, idet de blev udskibet fra den lille havn i byen Kvols ved Hjarbæk Fjord.:23-26 

## Andre betydninger
- Betegnelsen jydepotte bruges af og til blandt københavnere nedsættende om jyder.[12]
- Sparekassen SDS havde i en årrække i sidste halvdel af 1900-tallet et personaleblad ved navn Jydepotten.[kilde mangler]

## Literatur

### Dansk
- Aksel E. Christensen: Industriens Historie i Danmark indtil c. 1730; København 1943 (genoptryk 1979; ISBN 87-7500-847-5)
- Christian Jacobsen (1987): Skærver, tegl og mosetørv – Råstoffer på Viborgegnen. Viborg Leksikon 5, 47 sider, ISBN 87-87272-18-0 (afsnit Ler s. 23-35)
- Andreas G. Jensen: Jydepotten: Vort Lands ældste Haandværk. In: Vort Lands ældste Haandværk. Levin & Munksgaard, Kopenhagen 1924.
- F. Sehested (1881): Jydepotteindustrien, Reitzel, 25 sider

### Tysk
- Jydepötte – Suurpötte – Taterntöpfe. In: Informationsblätter des Helms-Museum. nr. 44, 1. april 1980.
- Rüdiger Articus: Archäologische Funde aus der Schwan-Apotheke Husum, Großstraße 21. In: Husum-Heft. Husum Druck- und Verlagsgesellschaft, Husum 1. december 1978, s. 4-8 (Online).
- Johanna Mestorf: Die Fabrikation der sogenannten jütischen Taterntöpfe. In: Archiv für Anthropologie. nr. 11, 1879, s. 453 ff..